# Wollsackverwitterung

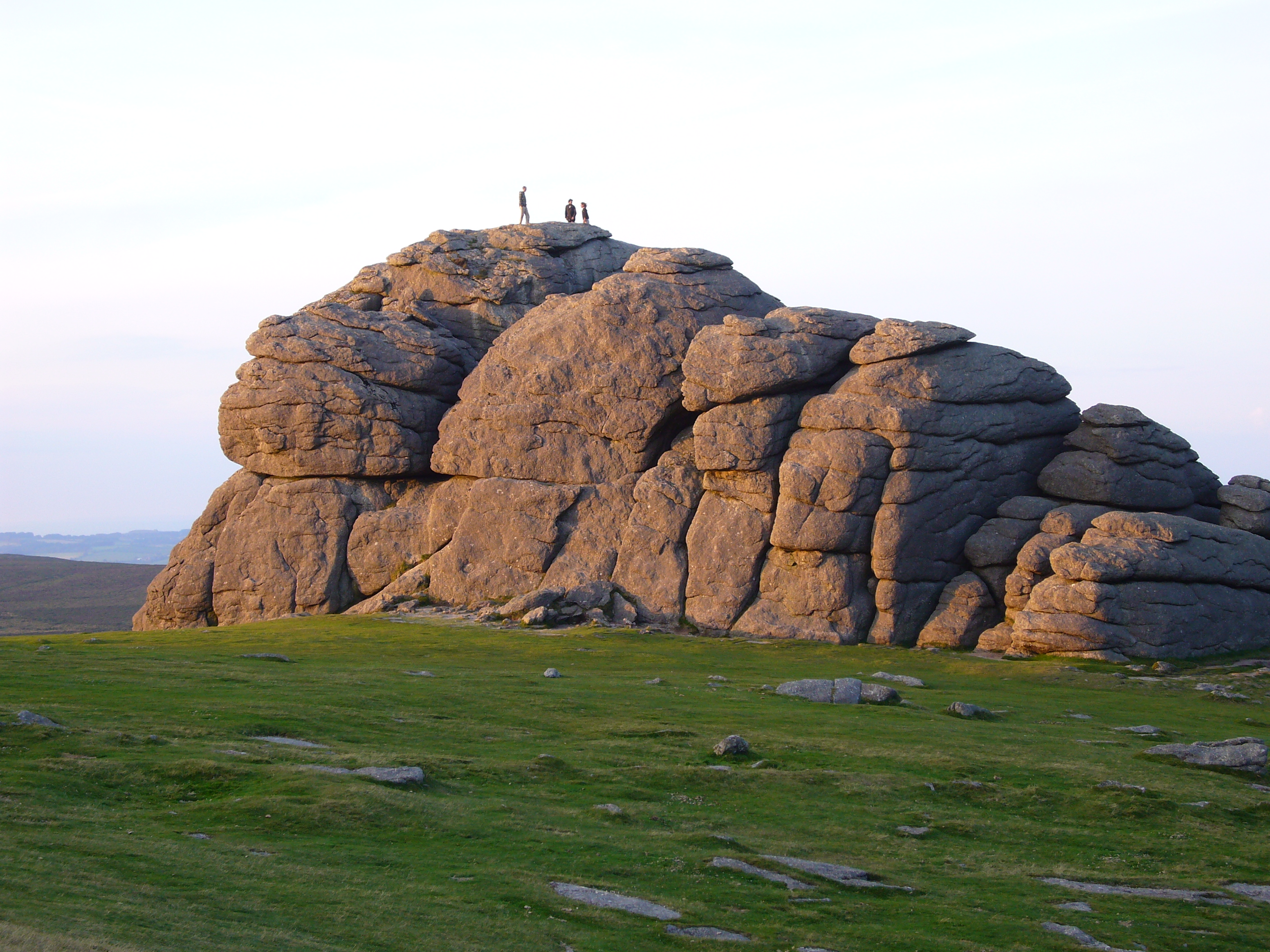
Wollsackverwitterung am Haytor im Dartmoor (Granit)

Die Wollsackverwitterung (seltener auch „Matratzenverwitterung“ genannt) ist eine besondere Erscheinungsform der Verwitterung von Gesteinen. Durch das Zusammenwirken von physikalischen und chemischen Prozessen entstehen bei der Wollsackverwitterung kantengerundete Gesteinsblöcke, die wie Kissen, Matratzen oder eben Wollsäcke übereinandergestapelt liegen. Der bildliche Begriff „Wollsack“ leitet sich von mit Wolle gefüllten groben Säcken ab, die insbesondere historisch sowohl als Schlafunterlage als auch zum Transport von Wolle verwendet wurden.

## Verwitterungsprozesse

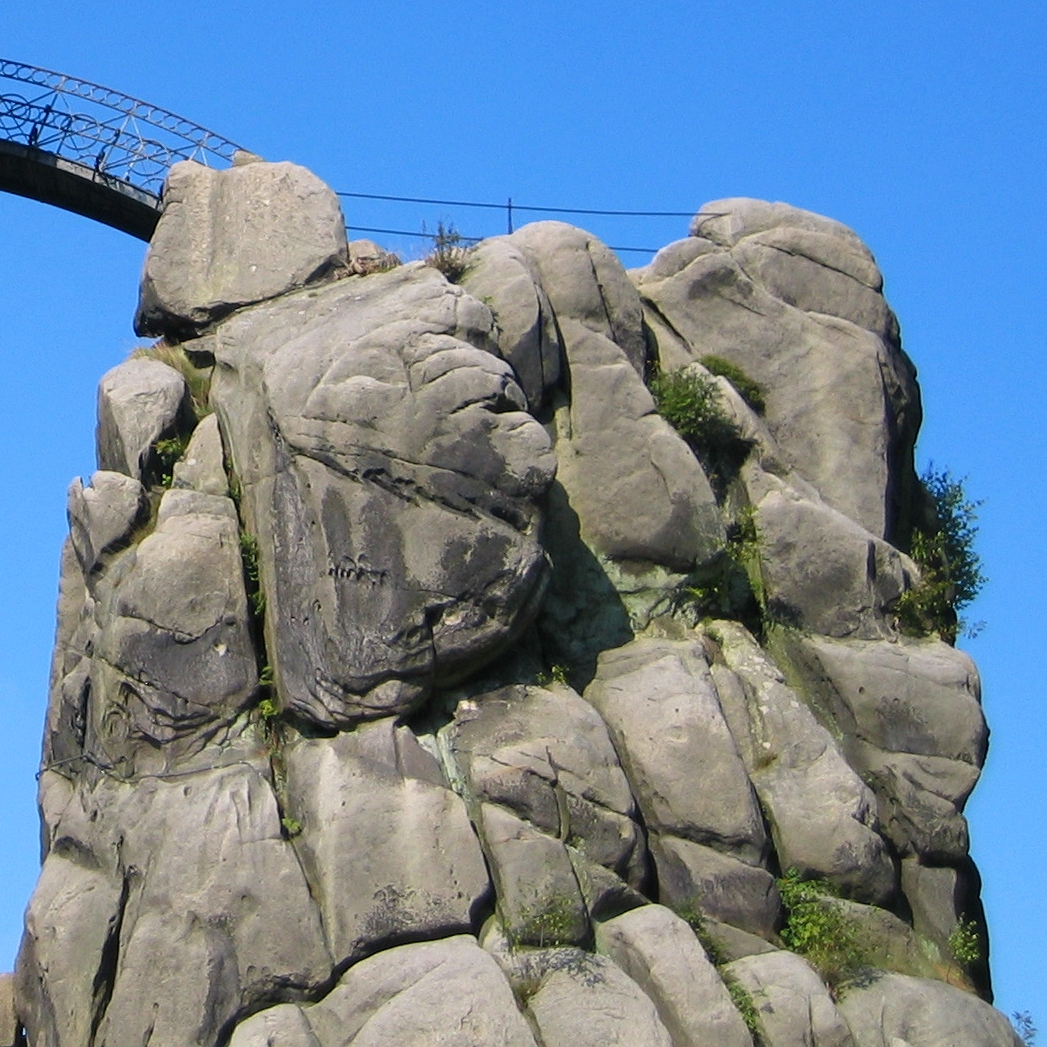
Wollsackverwitterung am Sandstein der Externsteine

Vorwiegend bei grobkristallinen, massigen Gesteinen wie Granit, Granodiorit, Diorit und entsprechenden Gneisen, auch bei dickbankigem Sandstein ist diese Verwitterungserscheinung weltweit zu beobachten. Die „Wollsäcke“ bilden oft weitgehend vegetationsfreie Felsburgen, wie an den Externsteinen und an vielen Stellen im Harz, im Schwarzwald am Karlstein bei Hornberg und den Günterfelsen bei Furtwangen, in Myanmar (Goldener Fels), in der Teufelsküche im Oberpfälzer Wald oder flächenhaft in Form von Felsenmeeren, im Luisenburg-Felsenlabyrinth im Fichtelgebirge, in der Blockheide (Waldviertel, Niederösterreich) oder im Felsenmeer im Odenwald. Im sächsischen Erzgebirge ist der „Hefekloßfelsen am Brandberg“ bei Breitenbrunn/Erzgeb. ein beliebtes Ausflugsziel. Bekannt sind ebenfalls die „Tors“ genannten markanten Granitfelsen in Südengland.

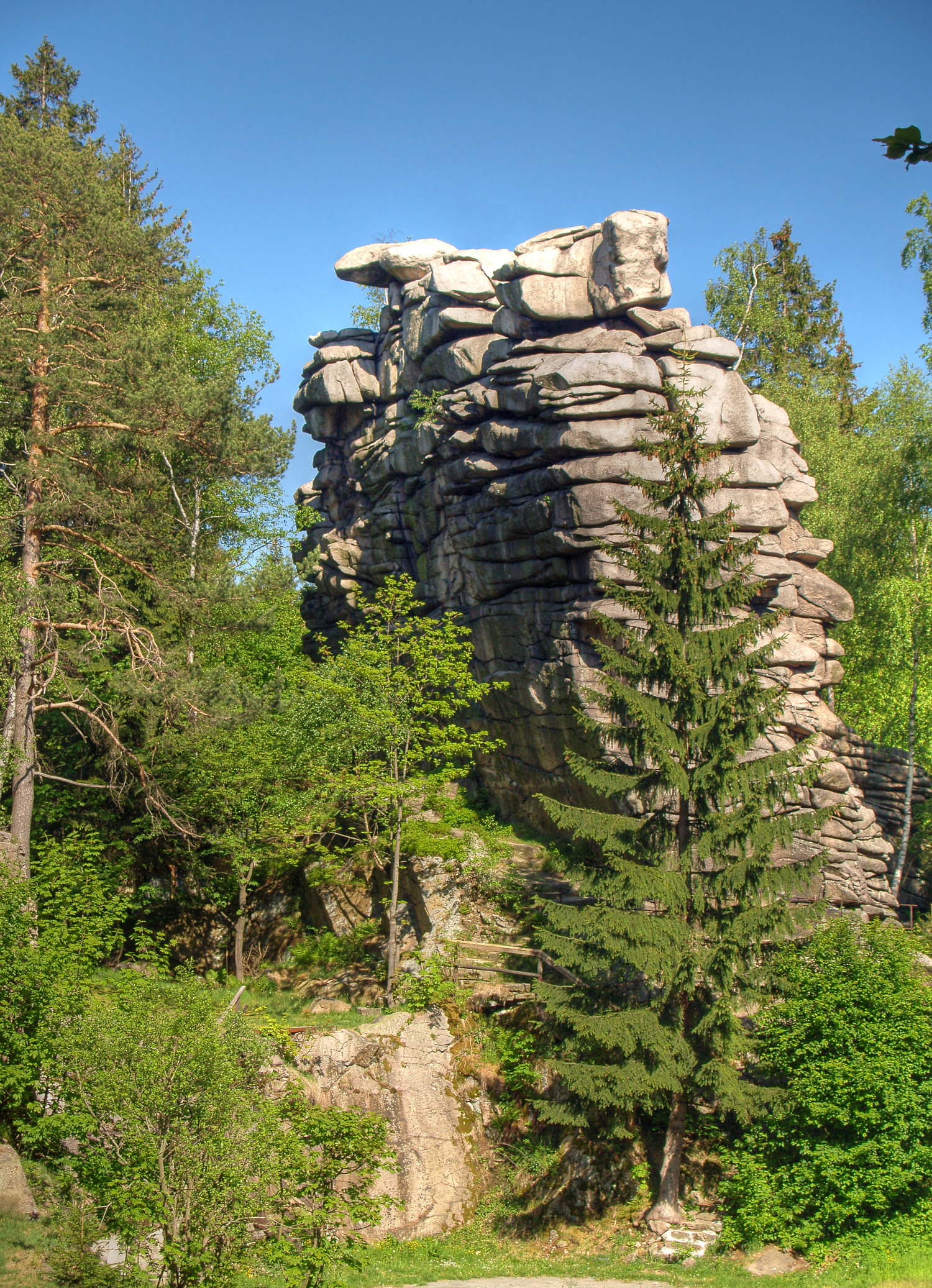
Matratzenförmige Verwitterung an den Greifensteinen (Granit)

Ursache der Wollsack-Entstehung sind an oder nahe der Geländeoberfläche ablaufende Verwitterungsprozesse. Eine wichtige Voraussetzung ist das Vorhandensein eines Netzes aus mehr oder weniger rechtwinklig zueinander orientierten Trennflächen, die das Gestein in Blöcke gliedern. Dies können Klüfte sein oder Schichtflächen (beispielsweise bei Sandstein). Für die Entstehung oder Akzentuierung der Klüfte kann Frostsprengung eine bedeutende Rolle spielen. Insbesondere bei Plutoniten wie Granit spielt die Druckentlastung infolge des Aufstiegs aus ihrer Bildungstiefe (vgl. → lithostatischer Druck) eine wesentliche Rolle für die Entstehung des Kluftnetzes.
An Schichtkontakten und Klüften können chemisch aggressive Lösungen (Regenwasser oder mit Huminsäuren angereichertes Bodenwasser) in das Gestein eindringen und damit beginnen, entsprechend anfällige Minerale zu zersetzen. Das geschieht besonders schnell an den Ecken und Kanten der einzelnen Blöcke, da dort das Verhältnis von Angriffsfläche zu Gesteinsvolumen deutlich größer ist als an den übrigen Stellen. Die Zersetzung führt zu einer grundsätzlichen Lockerung des Gesteinsgefüges. Das dadurch entstandene feinkörnige Lockermaterial wird als Grus und der Entstehungsprozess wird als Abgrusung oder Vergrusung bezeichnet. Bei aufgeschlossenem Gestein kommt es auch zur Abschuppung zusammenhängender dünner Gesteinsplättchen, der  Desquamation. Begünstigt werden die chemischen Lösungsvorgänge durch warme und wechselfeuchte Klimate der Tropen und Subtropen.
Mit fortschreitender Verwitterung bilden sich schließlich die typisch rundlichen Formen aus, wobei Gestein, dessen Verwitterung im oberflächennahen Untergrund eingesetzt hat, dazu erst durch Erosion freigelegt werden muss, sodass die Verwitterungsrückstände (Grus) fortgetragen werden. Im fortgeschrittenen Stadium können sich durch Wollsackverwitterung Wackelsteine ausbilden. Auf größeren Flächen können die nach Abtragung des Feinmaterials zurückbleibenden Blöcke Blockmeere bilden.

## Siehe auch

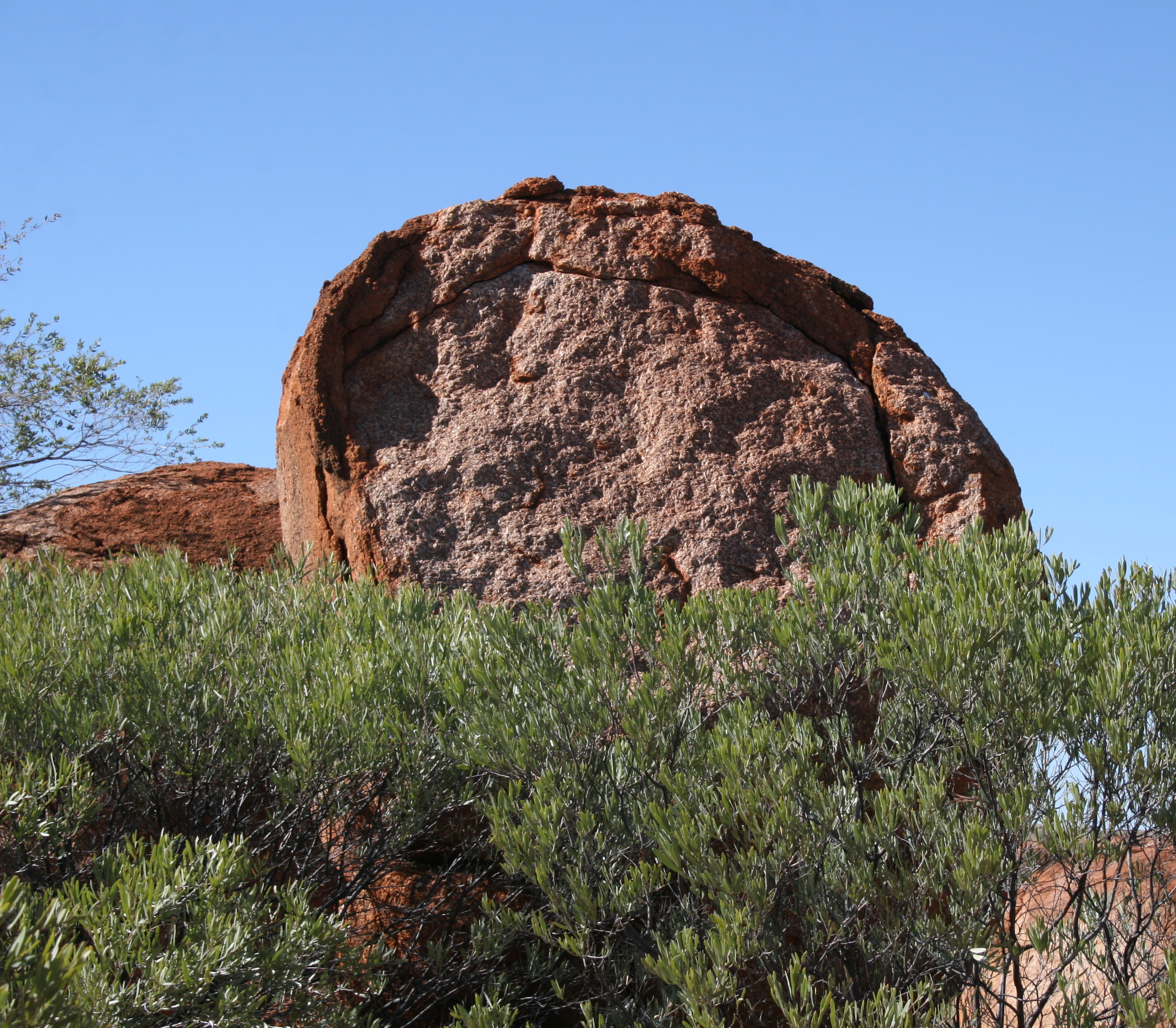
Vergrusung eines Granits mit deutlicher Schalenbildung des Karlu Karlu (Durchmesser des Steins ca. 2 Meter)